# Аравекија (Фрозиноне)
Аравекија је насеље у Италији у округу Фрозиноне, региону Лацио.
Према процени из 2011. у насељу је живело 89 становника. Насеље се налази на надморској висини од 192 м.